# Lorenzo Forteleoni
Lorenzo Forteleoni (Luras, 5 maggio 1912 – Sassari, 27 gennaio 1975) è stato un politico italiano, presidente della Provincia di Sassari.

## Biografia
Lavorò presso la Soprintendenza archeologica di Sassari dove si interessò alla numismatica, in particolare a quella della Sardegna punica. Esponente della Democrazia Cristiana, fu presidente della provincia di Sassari dal 1961 al 1964.